# Napupa
Napupa ist ein Verwaltungsbezirk (englisch Ward) des Distrikts Masasi (TC) in der tansanischen Region Mtwara.

## Geografie
Napupa liegt im Südosten von Tansania, es ist der zentrale und südöstliche Teil der Distrikthauptstadt Masasi. Der Bezirk grenzt im Norden an Migongo, im Nordosten an Mkuti, im Südosten an Marika, im Süden an Matawale, im Südwesten an Nyasa und im Westen an Mkomaindo. Bei der Volkszählung 2022 lebten 11.310 Menschen in 3625 Haushalten auf einer Fläche von 8,8 Quadratkilometern.

## Gliederung
Der Bezirk besteht aus acht Stadtteilen (Mtaa):
- Wapi Wapi A
- Wapi Wapi B
- Kagera
- Stendi Ya Newala
- Misufini
- Silabu
- Napupa
- Chiwisi

## Infrastruktur
- Bildung: Die Anna Abdallah Secondary School ist eine staatliche weiterführende Tagesschule mit einer Ausbildung bis zur 4. Stufe.[7]
- Gesundheit: In Napupa gibt es eine staatliche Apotheke.[8]